# Canada's Next Top Model (mùa 1)
Canada's Next Top Model, Mùa thi 1 là mùa thi đầu tiên của chương trình Canada's Next Top Model. Chương trình được phát sóng từ ngày 31 tháng 5 năm 2006.
Sau khi loại bỏ 9 thí sinh khác, Andrea Muizelaar đã trở thành người chiến thắng đầu tiên của chương trình. Cô giành được: 1 hợp đồng với công ty quản lý người mẫu Sutherland Models, lên ảnh bìa tạp chí Fashion và 1 hợp đồng quảng cáo với Procter & Gamble trị giá $100,000.
Tại Việt Nam, chương trình được phát sóng lần đầu trên kênh Channel V từ ngày 02 đến 11 tháng 02, 2009.

## Các thí sinh
(Tuổi được tính từ ngày dự thi)
| Thí sinh         | Tuổi | Chiều cao              | Quê quán        | Bị loại ở | Thứ hạng |
| ---------------- | ---- | ---------------------- | --------------- | --------- | -------- |
| Sylvie Majcher   | 23   | 1,78 m (5 ft 10 in)    | Sherwood Park   | Tập 1     | 10       |
| Dawn Buggins†    | 22   | 1,78 m (5 ft 10 in)    | Calgary         | Tập 2     | 9        |
| Natalie Talson   | 22   | 1,83 m (6 ft 0 in)     | New Westminster | Tập 3     | 8        |
| Heather Dorssers | 20   | 1,75 m (5 ft 9 in)     | Blenheim        | Tập 4     | 7        |
| Tenika Davis     | 23   | 1,75 m (5 ft 9 in)     | Newmarket       | Tập 5     | 6        |
| Ylenia Aurucci   | 23   | 1,78 m (5 ft 10 in)    | Vancouver       | Tập 6     | 5        |
| Brandi Alexander | 22   | 1,73 m (5 ft 8 in)     | Vancouver       | Tập 7     | 4        |
| Sisi Wang        | 23   | 1,76 m (5 ft 9+1⁄2 in) | Richmond        | Tập 8     | 3        |
| Alanna Shelast   | 19   | 1,75 m (5 ft 9 in)     | Kelowna         | Tập 8     | 2        |
| Andrea Muizelaar | 19   | 1,77 m (5 ft 9+1⁄2 in) | Whitby          | Tập 8     | 1        |

### Hội đồng giám khảo
- Tricia Helfer
- Stacey McKenzie
- Jeanne Beker
- Paul Venoit

## Nội dung từng tập

### Tập 1: Hit the Dance Floor Running
Lên sóng: 31 tháng 5, 2006

Lên sóng tại Việt Nam: 2 tháng 2, 2009
10 cô gái được đưa tới Victoria và nhận được video từ Tricia chào mừng tất cả họ đến với cuộc thi. Sau đó, họ được gặp giám đốc sáng tạo Jay Manuel tại resort Brentwood Bay cho một buổi chụp ảnh thẻ tự nhiên, trước khi họ sẽ phải tự phối đồ cho mình trong 5 phút cho thử thách trình diễn thời trang trên một chiếc cầu gỗ gồ ghề. Kết quả là Heather chiến thắng thử thách và cô chọn Andrea để là người đầu tiên chọn phòng cho mình sau khi tất cả sẽ được di chuyển tới ngôi nhà chung của mình. Tricia sau đó đến gặp các cô gái để nói rõ thêm về cuộc thi trước khi mời họ cho bữa tối tại nhà hàng. Các cô gái sau đó đã ngạc nhiên khi biết rằng là Kelly Streit từ Mode Models đã bí mật theo dõi họ và ông nói rằng Heather chính là người có khả năng giành chiến thắng cuộc thi nhất.
Ngày hôm sau, họ được gặp Jay tại một quán bar buổi chụp hình đầu tiên trong phong cách biểu tượng nhạc Rock. Nhưng trước đó, họ đã được Brandon Hall từ Sutherland Models kiểm tra số đo chiều cao và 3 vòng của họ. Vào buổi đánh giá ngày tiếp theo với sự xuất hiện của giám khảo khách mời là Jay Manuel, Brandi được gọi tên đầu tiên còn Sylvie là thí sinh đầu tiên bị loại.
- Nhiếp ảnh gia: Andrew MacNaughtan
- Khách mời đặc biệt: Jay Manuel, Kelly Streit, Brandon Hall

### Tập 2: Float Like a Butterfly, Fight Like a Babe
Lên sóng: 7 tháng 6, 2006

Lên sóng tại Việt Nam: 3 tháng 2, 2009
9 cô gái còn lại được đưa tới tiệm salon Carreiro The Studio để nhận diện mạo mới của mình. Ngày hôm sau, họ đã có buổi chụp hình tiếp theo trong áo tắm, trong khi họ sẽ tạo dáng bên trong sàn đấm bốc.
Vào buổi đánh giá ngày tiếp theo với sự xuất hiện của giám khảo khách mời là Greg Wencel, các cô gái được hỏi ai là người mà họ nghĩ nên bị loại dựa trên những gì họ đã học được và đa số cho rằng Sisi nên bị loại. Kết quả là Alanna được gọi tên đầu tiên còn Dawn là thí sinh tiếp theo bị loại.
- Nhiếp ảnh gia: Christopher Wadsworth
- Khách mời đặc biệt: Greg Wencel, Gino Garcia

### Tập 3: Walk This Way
Lên sóng: 14 tháng 6, 2006

Lên sóng tại Việt Nam: 4 tháng 2, 2009
8 cô gái còn lại được đưa tới sân bowling Mayfair Lanes cho một buổi học catwalk với Stacey. Sau đó, họ được đưa tới sân bóng bầu dục của Đại học Victoria cho thử thách trình diễn thời trang trước sự chứng kiến của đội bóng bầu dục Uvic Vikes của đại học. Kết quả là Brandi chiến thắng thử thách và sẽ được một buổi thư giãn trong bồn tắm và được mátxa chân.
Ngày hôm sau, họ được đưa tới một nông trại cho buổi chụp hình tiếp theo trong phong cách sang trọng khi họ sẽ được đeo những bộ trang sức với tổng trị giá hơn $2.500.000 và tạo dáng cùng với xe Cadillac XLR, trong khi stylish Phillip Bloch chỉ đạo các cô gái mang đến cho anh nhiều chuyển động và cảm xúc trong tấm ảnh. Vào buổi đánh giá ngày tiếp theo với sự xuất hiện của giám khảo khách mời là Phillip Bloch, các cô gái được yêu cầu phải đi catwalk trong những đôi giày bất kì trước mặt các giám khảo. Kết quả là Heather được gọi tên đầu tiên còn Natalie là thí sinh tiếp theo bị loại.
- Nhiếp ảnh gia: Malcolm Tweedy
- Khách mời đặc biệt: Phillip Bloch, Brad Smith

### Tập 4: Topping It All Off!
Lên sóng: 21 tháng 6, 2006

Lên sóng tại Việt Nam: 5 tháng 2, 2009
7 cô gái còn lại đã bị đánh thức dậy sớm bởi huấn luyện viên cá nhân Harley Pasternak cho một buổi rèn luyện thân hình, trước khi Harley phỏng vấn các cô gái về thói quen ăn uống của họ, Sisi thú nhận rằng cô không thực sự bị ốm. Sau đó, họ đã có thử thách chạy trên bậc thang và Brandi giành chiến thắng thử thách. Sau đó, tất cả các cô gái đi chơi đêm trong thành phố.
Ngày hôm sau, họ đã có buổi chụp hình tiếp theo trong đồ lót, khi họ sẽ phải tỏ ra thân mật với người mẫu nam Ben Johnstone từ Sutherland Models mà họ đã vô tình gặp ngày hôm qua và các cô gái sau đó sẽ phải khỏa thân phần trên trong nửa sau của buổi chụp hình. Vào buổi đánh giá ngày tiếp theo với sự xuất hiện của giám khảo khách mời là Harley Pasternak, các cô gái được yêu cầu phải phối đồ trong phong cách thể thao quyến rũ của mùa hè từ một giá quần áo. Kết quả là Brandi được gọi tên đầu tiên còn Heather là thí sinh tiếp theo bị loại.
- Nhiếp ảnh gia: Malcolm Tweedy
- Khách mời đặc biệt: Harley Pasternak, Dee Daly, Ben Johnstone

### Tập 5: In The Hot Seat
Lên sóng: 28 tháng 6, 2006

Lên sóng tại Việt Nam: 6 tháng 2, 2009
6 cô gái còn lại được đưa tới một trang viên cho buổi chụp hình tiếp theo hóa thân thành quý bà của trang viên, khi họ được trang điểm với khuôn mặt câm và lông mày đậm trong khi tạo dáng với một con chim ưng tên là Horace. Trong khi buổi chụp hình diễn ra, Tricia xuất hiện để giúp động viên các cô gái, trước khi yêu cầu tất cả cùng chụp hình theo nhóm.
Ngày hôm sau, họ đã có một khóa học cấp tốc về đào tạo truyền thông từ Jeanne và nhà báo Michael Gross, trước khi họ có 2 thử thách phỏng vấn khi họ sẽ được Michael phỏng vấn cho báo chí còn Jeanne sẽ phỏng vấn cho truyền hình. Kết quả là Sisi làm tốt nhất với Jeanne còn Ylenia làm tốt nhất với Michael, và cả 2 được nhận một buổi mua sắm từ Violette Veldor Boutique cùng với một cuốn sách của Jeanne và Michael. Quay về ngôi nhà chung, các cô gái đã buộc phải dọn chung vào phòng ngủ lớn. Vào buổi đánh giá ngày tiếp theo với sự xuất hiện của giám khảo khách mời là Michael Gross, họ đã phải ngồi trên ghế nóng và được phỏng vấn những câu hỏi hóc búa hơn về mục đích của họ trong cuộc thi. Kết quả là Brandi được gọi tên đầu tiên còn Tenika là thí sinh tiếp theo bị loại.
- Nhiếp ảnh gia: Malcolm Tweedy
- Khách mời đặc biệt: Robyn Radcliffe, Michael Gross

### Tập 6: Beauty Is As Beauty Poses
Lên sóng: 5 tháng 7, 2006

Lên sóng tại Việt Nam: 9 tháng 2, 2009
Nhiếp ảnh gia Rob Daly đến gặp 5 cô gái còn lại tại ngôi nhà chung cho một buổi học tạo dáng trước máy ảnh, trước khi Tricia đã đến thăm họ cho một buổi học diễn xuất. Sau đó, họ được gặp người mẫu Kim Renneberg để tìm hiểu thêm về chụp ảnh chân dung vẻ đẹp, trước khi có thử thách chụp ảnh chân dung tự nhiên bộc lộ cảm xúc. Kết quả là Brandi chiến thắng thử thách và nhận được một tin nhắn riêng từ Jay Manuel.
Ngày hôm sau, họ đã có buổi chụp hình chân dung vẻ đẹp cho Pantene, khi họ sẽ được hóa thân thành những ngôi sao cổ điển. Andrea là người thực hiện buổi chụp hình đầu tiên nên sau khi hoàn thành xong thì cô được quay trở về ngôi nhà chung trước và một điều bất ngờ đã mang đến cho cô khi Stacey đã ở đó để dạy cô cách đi catwalk một lần nữa, vì Stacey cảm thấy Andrea vẫn cần được huấn luyện thêm. Quay về ngôi nhà chung, Stacey đã huấn luyện catwalk cho các cô gái. Vào buổi đánh giá ngày tiếp theo với sự xuất hiện của giám khảo khách mời là Rob Daly, các cô gái đã phải giữ biểu cảm gương mặt của mình trong khi tạo dáng trước một khung ảnh. Kết quả là Alanna được gọi tên đầu tiên còn Ylenia là thí sinh tiếp theo bị loại.
- Nhiếp ảnh gia: Rob Daly
- Khách mời đặc biệt: Kim Renneberg, Jay Manuel

### Tập 7: Get Ready, Get Set, Go See!
Lên sóng: 12 tháng 7, 2006

Lên sóng tại Việt Nam: 10 tháng 2, 2009
Tricia đến gặp 4 cô gái còn lại tại ngôi nhà chung để cho một chút lời khuyên khi đối mặt với những buổi casting, trước khi họ sẽ có 4 tiếng để có mặt cho một buổi casting tại 3 nơi: nhà thiết kế Marina Mikulic, tạp chí Fashion và quản lí người mẫu Sutherland Models. Kết quả là Andrea & Sisi chiến thắng thử thách và sẽ được một buổi thư giãn tại spa tại khách sạn The Empress.
Ngày hôm sau, họ đã có buổi chụp hình tiếp theo trong trang phục tập thể dục của thập niên 1980, khi họ sẽ phải tạo dáng trên một chiếc xe đạp tập không yên, một con khủng long bơm hơi và với nhiều đồ ăn, đồ uống khác nhau. Vào buổi đánh giá ngày tiếp theo với sự xuất hiện của giám khảo khách mời là Sarah Bancroft, các cô gái đã có 5 phút để trang điểm và làm tóc một cách khác thường như họ có một buổi casting cho một nhà thiết kế lập dị. Kết quả là Alanna được gọi tên đầu tiên còn Brandi là thí sinh tiếp theo bị loại, nhưng Brandi sau đó gây sốc khi cô nói rằng ban giám khảo "đã mắc sai lầm lớn" và bỏ đi.
- Nhiếp ảnh gia: Christopher Wadsworth
- Khách mời đặc biệt: Marina Mikulic, Sarah Bancroft, Carol Reynolds

### Tập 8: Runway Race To The Finish
Lên sóng: 19 tháng 7, 2006

Lên sóng tại Việt Nam: 11 tháng 2, 2009
3 cô gái còn lại đã có một buổi quay quảng cáo cho kem nền Covergirl TruBlend, khi họ phải tỏ ra vui tưới trước phong nền sặc sỡ với nhiều quả bóng bay. Vào buổi đánh giá với sự xuất hiện của giám khảo khách mời là Steve Chase, Andrea là thí sinh đầu tiên được đi tiếp, Alanna là thí sinh thứ hai còn Sisi là thí sinh cuối cùng bị loại.
Ngày hôm sau, Alanna và Andrea đã có buổi chụp hình cuối cùng cho ảnh bìa tạp chí Fashion. Sau đó, họ đã có một buổi diễn tập với Stacey, trước khi cả 2 sẽ có buổi trình diễn thời trang cuối cùng cho nhà thiết kế Marina Mikulic. Ngày tiếp theo, họ đã thu dọn hành lí và rời khỏi ngôi nhà chung. Vào buổi đánh giá cuối cùng với sự xuất hiện của giám khảo khách mời là Jay Manuel, Andrea đã trở thành quán quân đầu tiên của Canada's Next Top Model.
- Nhiếp ảnh gia: Candace Meyer
- Khách mời đặc biệt: Steve Chase, Ceri Marsh, Jay Manuel, Marina Mikulic

## Thứ tự gọi tên
| 1  | Brandi  | Alanna  | Heather | Brandi  | Brandi | Alanna | Alanna | Andrea | Andrea |
| 2  | Heather | Heather | Brandi  | Sisi    | Sisi   | Sisi   | Andrea | Alanna | Alanna |
| 3  | Sisi    | Tenika  | Sisi    | Andrea  | Alanna | Andrea | Sisi   | Sisi   |        |
| 4  | Ylenia  | Ylenia  | Andrea  | Tenika  | Andrea | Brandi | Brandi |        |        |
| 5  | Andrea  | Andrea  | Alanna  | Ylenia  | Ylenia | Ylenia |        |        |        |
| 6  | Tenika  | Natalie | Ylenia  | Alanna  | Tenika |        |        |        |        |
| 7  | Alanna  | Sisi    | Tenika  | Heather |        |        |        |        |        |
| 8  | Dawn    | Brandi  | Natalie |         |        |        |        |        |        |
| 9  | Natalie | Dawn    |         |         |        |        |        |        |        |
| 10 | Sylvie  |         |         |         |        |        |        |        |        |

     Thí sinh bị loại
     Thí sinh chiến thắng chung cuộc

### Buổi chụp ảnh
- Tập 1: Biểu tượng phụ nữ nhạc rock
- Tập 2: Táo bạo trong áo tắm trên sàn đấu vật
- Tập 3: Sang trọng trong kim cương và xe mui trần
- Tập 4: Thân mật trong đồ lót và không có áo ngực với người mẫu nam
- Tập 5: Người phụ nữ ở dinh thự
- Tập 6: Ảnh chân dung trắng đen cho Pantene
- Tập 7: Những công nhân năm 1980
- Tập 8: Quảng cáo cho CoverGirl; Ảnh bìa tạp chí Fashion

### Diện mạo mới
- Alanna: Tóc bob dài và nhuộm màu tối hơn
- Andrea: Tóc tém màu đỏ rực
- Brandi: Duỗi thẳng
- Dawn: Nhuộm đen và thêm mái ngố
- Heather: Cắt ngắn
- Natalie: Nối tóc vàng và thêm mái ngố
- Sisi: Tóc thẳng và nhuộm màu sáng hơn
- Tenika: Nối tóc màu sôcôla nâu
- Ylenia: Gợn lên và nhuộm màu tối hơn